# 스콰이어 샌더스
스콰이어 샌더스는 미국 클리블랜드에 본사를 둔 다국적 대형 로펌이다. 도쿄, 베이징, 로스엔젤레스, 워싱턴 DC, 서울, 퍼스와 싱가포르 등에 지사가 있다.

## 참고 문헌
- 美 로펌 스콰이어샌더스, 서울사무소 개소..본격 업무 돌입 뉴스토마토 2012-10-04
- 법률신문 2012-07-26 미국계 로펌 '스콰이어 샌더스', 국내 상륙 보관됨 2013-09-26 - 웨이백 머신